# بوتشی
بوتشی (به چکی: Bučí) یک منطقهٔ مسکونی در جمهوری چک است که در ناحیه پلزن-شمالی واقع شده‌است. بوتشی ۲٫۳۸ کیلومتر مربع مساحت و ۱۴۱ نفر جمعیت دارد و ۴۲۵ متر بالاتر از سطح دریا واقع شده‌است.